# Bilîi Rukav, Hmilnîk
Bilîi Rukav (în ucraineană Білий Рукав) este un sat în comuna Siomakî din raionul Hmilnîk, regiunea Vinnița, Ucraina.

## Demografie
Componența lingvistică a localității Bilîi Rukav
     Ucraineană (100%)
Conform recensământului din 2001, toată populația localității Bilîi Rukav era vorbitoare de ucraineană (100%).